# Métropole orthodoxe grecque de France
La métropole grecque-orthodoxe de France est une juridiction de l'Église orthodoxe, dont le siège est la cathédrale Saint-Étienne de Paris, et rattachée canoniquement au Patriarcat œcuménique de Constantinople.
La métropole est dirigée par le Métropolite Dimitrios (Ploumis), dont l’intronisation a eu lieu le 18 septembre 2021 ; il est membre du Saint Synode du Patriarcat œcuménique et de l'Assemblée des évêques orthodoxes de France, qu'il préside.

## Histoire
Le diocèse est fondé le 5 février 1963, détaché de l'archevêché orthodoxe grec d'Europe occidentale, dit « de Thyatire et de Grande-Bretagne ». Il réunissait initialement toutes les paroisses grecques situées en France, Belgique, Luxembourg, Espagne et Portugal. Le 22 octobre 1963, le métropolite Mélétios (Karabinis) est nommé à sa direction.
Le 12 août 1969, les paroisses grecques en Belgique et au Luxembourg sont détachées, formant la nouvelle métropole orthodoxe grecque de Belgique. En 2003, la métropole orthodoxe grecque d'Espagne et du Portugal en est également détachée.

## Organisation
La métropole est organisée en trois entités géographiques, totalisant une trentaine de paroisses et cinq monastères :
- vicariat épiscopal du Nord (Paris)
- vicariat épiscopal du Centre (Lyon)
- vicariat épiscopal du Midi (Marseille)

Elle compte également une paroisse géorgienne (la Paroisse orthodoxe géorgienne Sainte-Nino de Paris) et une paroisse roumaine.

## Vicariat Sainte-Marie-de-Paris-et-Saint-Alexis-d'Ugine

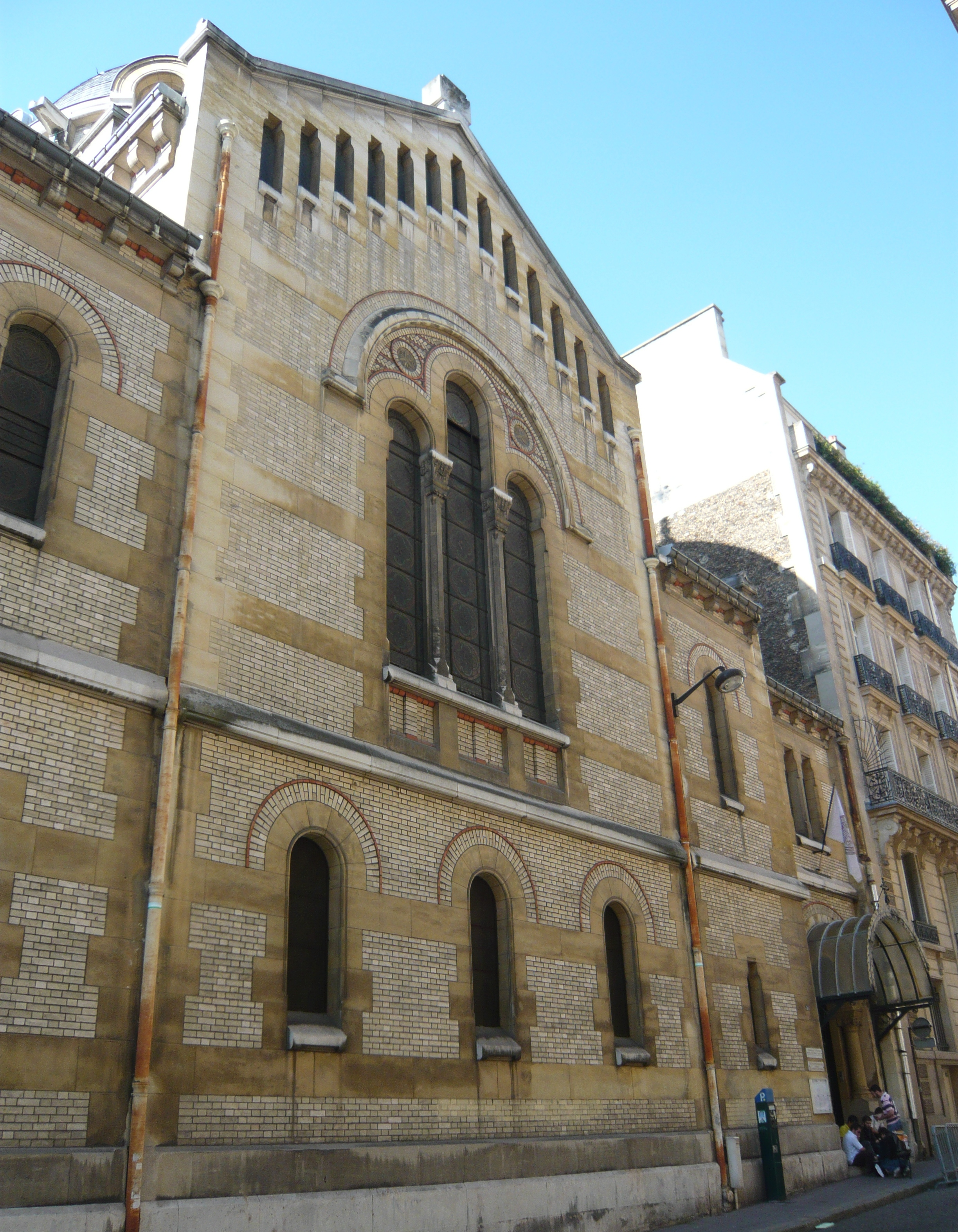
Siège de la Métropole à Paris.

À partir de novembre 2019, Mgr Emmanuel annonce qu'une vingtaine de paroisses et communautés françaises anciennement membres de l'archevêché des églises orthodoxes russes en Europe occidentale et qui avaient rejoint la métropole orthodoxe grecque de France allaient être regroupées au sein d'un « vicariat de tradition russe »,.
L'assemblée générale constitutive a eu lieu le 4 juillet 2020, le siège associatif est au 7, rue Georges-Bizet à Paris. L'entité est placée sous la responsabilité d'un vicaire épiscopal, Alexis Struve (ru).

## Métropolites
Liste des métropolites depuis la fondation :
- 22 octobre 1963 - 9 juin 1988 : Mélétios (Karabinis)
- 9 juin 1988 - 20 janvier 2003 : Jérémie (Calligiorgis), nommé ensuite métropolite de Suisse
- 20 janvier 2003 - 20 mars 2021: Emmanuel (Adamakis), puis élu métropolite de Chalcédoine.
- depuis le 20 juillet 2021 : Dimítrios Ploumís[6],[7].

## Controverses

### Abus sexuels
À la suite d'accusations d'abus sexuels, dans les années 1970, de trois enfants par deux moines au sein du monastère Saint-Nicolas de la Dalmerie, dans l’Hérault, la métropole grecque-orthodoxe de France décide, en novembre 2022, de créer une commission pour enquêter sur ces allégations,,. Le métropolite Dimitrios constate que les auteurs des crimes sont décédés et les faits prescrits mais exprime aux victimes son « profond effroi devant les horreurs subies et les souffrances endurées depuis ». Il leur propose, s'ils le désirent, de le rencontrer. Il déclare que les responsables ont déshonoré leur charge. 